# Sindrome ipocinetica
La sindrome ipocinetica è una condizione e non una  vera e propria patologia.  Si contraddistingue per una ridotta o assente autonomia nel movimento. Ci sono due tipi di sindrome ipocinetica. La prima è ad insorgenza acuta, la seconda è ad insorgenza cronica. In tutte e due i casi l'attività contrattile del muscolo diminuisce. Spesso è la causa di vere e proprie malattie cardiache, respiratorie, circolatorie e metaboliche. Nel campo geriatrico la sindrome ipocinetica è la conseguenza dell'allettamento, al quale sono costretti pazienti anziani particolarmente fragili. Se non contrastata, essa porta l'anziano ad uno stato di disabilità.

## Sintomi e conseguenze
I principali sintomi che caratterizzano la sindrome ipocinetica sono aumento della frequenza cardiaca, ipotensione ortostatica, sarcopenia, riduzione dei volumi respiratori, riduzione della capacità depuratoria renale, rallentamento della peristalsi intestinale, riduzione della contrazione della muscolatura liscia dell'intestino, demineralizzazione ossea, lo scheletro subisce una riduzione di calcio, degenerazione delle strutture articolari, decadimento intellettivo ed emozionale, deterioramento cognitivo, alterazioni cutanee.

## Soggetti a maggiore rischio
Gli anziani sono le prime persone ad essere soggette a sindrome ipocinetica. Infatti le persone anziane possono avere una compresenza di patologie (malattie neurologiche, cardiovascolari, polmonari e patologie a carico dell'apparato muscolo scheletrico) che aumentano il rischio di allettamento e immobilità. L'assenza di movimento, in questa tipologia di persone, porta nella maggior parte dei casi alla sindrome ipocinetica.

## Rischi e complicanze
I rischi e le complicanze sono:
- Sincope da ipotensione ortostatica
- Incontinenza urinaria
- Stipsi
- Osteoporosi
- Confusione mentale
- Piaghe da decubito

## Gli ambienti in cui praticare attività motoria e consigli per la vita quotidiana dell'anziano
Gli ambienti in cui si svolge l'attività motoria sono la palestra, dotata di diversi attrezzi e macchinari e gli spazi aperti come giardini o cortili dove si possono fare diverse attività sia individuali che di gruppo. Per fare in modo che l'anziano non abbia problemi a muoversi e vivere nella vita quotidiana si consigliano ambienti ideali in cui sono presenti corrimani per appoggiarsi oppure pavimenti con superfici non scivolose. È importante per gli anziani utilizzare ausili per il movimento come bastoni, treppiedi che facilitino la deambulazione e sedie o poltrone sulle quali possano facilmente sedersi e alzarsi.
Inoltre bisogna limitare la permanenza a letto dell'anziano facendo sì che la mobilizzazione sia più attiva possibile e valutare le ADL e IADL.  